# Primera División (Spagna)
La Primera División, ufficialmente Campeonato Nacional de Liga de Primera División, nota meglio come LaLiga o LaLiga EA Sports per motivi commerciali, è la massima serie del campionato spagnolo di calcio, gestita dalla Liga de Fútbol Profesional.
La squadra più titolata della competizione è il Real Madrid con 36 successi, seguita dal Barcellona e dall'Atlético Madrid, rispettivamente con 28 e 11 successi. 
Al termine della stagione 2019-2020 la Primera División occupava il 1º posto nel ranking UEFA per competizioni di club. Nel 2020 si era posizionata al 4º posto della classifica mondiale dei campionati stilata annualmente dall'IFFHS (3º a livello continentale).

## Formula
Alla Primera División partecipano 20 squadre che si affrontano tra di loro in un torneo all'italiana in partite di andata e ritorno. Per ogni partita vengono assegnati tre punti alla squadra vincitrice dell'incontro e zero punti alla squadra sconfitta, in caso di pareggio viene invece assegnato un punto a ciascuna squadra.
Alla squadra prima in classifica alla fine del torneo viene assegnato il titolo di "Campione della liga" (il titolo di "campione di Spagna" è riservato alla vincitrice della Coppa del Re) e conquista il diritto a partecipare alla fase a gironi della UEFA Champions League insieme alla seconda, alla terza e alla quarta classificata. La quinta classificata e la vincitrice della Coppa del Re acquisiscono il diritto a partecipare alla fase a gironi della UEFA Europa League, mentre la sesta squadra (o settima) in classifica parteciperà al play-off della UEFA Conference League. Le ultime tre squadre della classifica retrocedono nella Segunda División, la divisione cadetta spagnola.

### Numero di partecipanti
- 1929-1934: 10 club
- 1934-1941: 12 club
- 1941-1950: 14 club
- 1950-1971: 16 club
- 1971-1987: 18 club
- 1987-1995: 20 club
- 1995-1997: 22 club
- 1997-oggi: 20 club

## Storia

### Fondazione e primi anni
Il primo campionato si disputò nel 1929, fra il 10 febbraio e il 23 giugno e vide il successo del Barcellona sulle altre nove squadre partecipanti, con una vittoria arrivata proprio all'ultima di campionato per la sconfitta del Real Madrid con cui condivideva la testa della classifica.

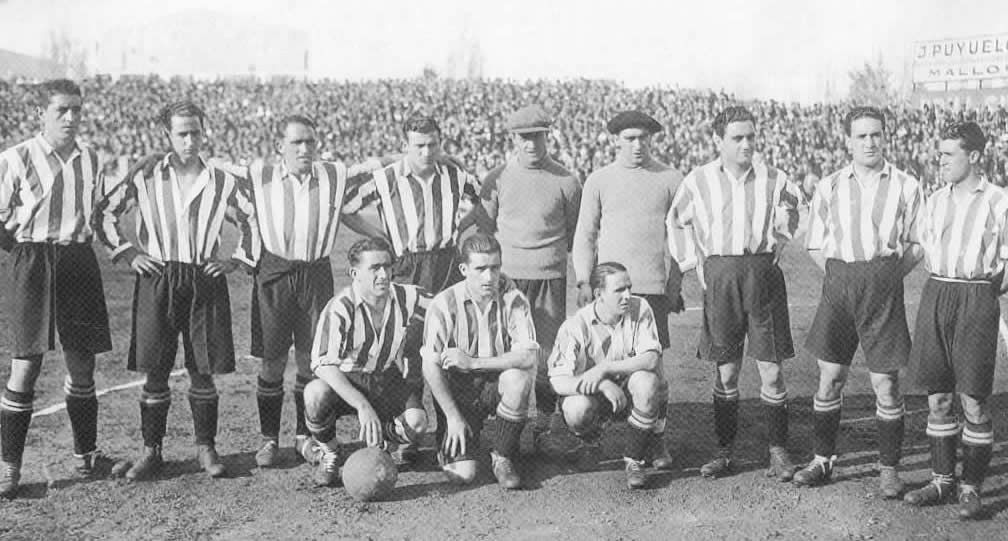
L'Athletic Bilbao è stata la prima squadra a vincere il campionato da imbattuta ad inizio degli anni 1930.

La seconda edizione, nel 1930, fu vinta dall'Athletic Bilbao, che concluse il campionato imbattuto. L'Athletic vinse poi anche il campionato successivo. Nel 1932 e nel 1933 il Real Madrid conquistò due campionati di fila.
Il campionato fu poi esteso a 12 squadre a partire dal 1933. Negli anni successivi vi furono altri due successi dell'Athletic, nel 1934 e nel 1936, interrotto da un successo, tuttora l'unico, per il Betis nel 1934-35. Venne poi sospeso per tre anni, dal 1936 al 1939 a causa della guerra civile. Alla ripresa, nella stagione 1939-40, chiuse gli anni trenta la prima vittoria da parte dell'Atlético Madrid.

### Anni 1940 e 1950
L'Atlético si aggiudicò anche il campionato 1940-41. Proprio nel 1941 si passò a 14 squadre, per arrivare poi a 16 nel 1950. In questi anni il Barcellona e il Valencia vinsero tre titoli a testa, un titolo invece per l'Athletic e il Siviglia. Chiuse il decennio la terza vittoria dell'Atlético.
Con l'inizio degli anni cinquanta si rafforzarono Barcellona e Real Madrid. I madridisti acquistarono l'argentino Alfredo Di Stéfano nel 1953, strappandolo proprio ai catalani, mentre i blaugrana presero nel 1951 l'ungherese Ladislao Kubala.

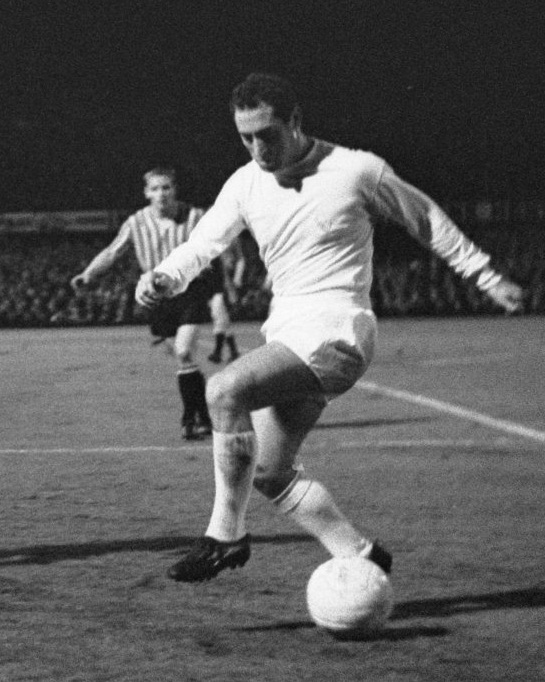
Paco Gento è il giocatore più titolato nella storia del campionato spagnolo, avendo ottenuto ben dodici successi con il Real Madrid.

In campionato, dopo i successi dell'Atlético Madrid nel 1950 e nel 1951, cominciò il duello tra Barcellona e Real Madrid. I primi si aggiudicarono la Liga nel 1952 e nel 1953, i secondi nel 1954 e nel 1955. Furono proprio le merengues a rappresentare il calcio spagnolo nella prima edizione della Coppa dei Campioni nel 1955-1956, trofeo che si aggiudicarono battendo in finale, il 13 giugno 1956, i francesi dello Stade Reims per 4-3. Da allora si aggiunsero in squadra anche il francese Raymond Kopa e l'ungherese Ferenc Puskás, che con Alfredo Di Stéfano e Francisco Gento, formarono il quartetto d'attacco che cominciò un ciclo interminabile di vittorie sia in ambito nazionale che in ambito internazionale; i blancos si aggiudicarono anche le edizioni della Coppa dei Campioni 1956-57, battendo 2-0 la Fiorentina, 1957-58, battendo il Milan 3-2 dopo i tempi supplementari, 1958-59, sconfiggendo ancora lo Stade Reims 2-0, e 1959-60, battendo l'Eintracht Francoforte per 7-3, e la prima edizione della Coppa Intercontinentale, nel 1960. In ambito nazionale il Real Madrid vinse i campionati 1956-57 e 1957-58.
Anche il Barcellona riuscì a portare a casa qualche campionato, come il 1958-59 e il 1959-60, mentre il 1955-56 venne vinto dall'Athletic Bilbao.

### Anni 1960 e 1970
Durante gli anni sessanta il Real si aggiudicò otto titoli, di cui cinque tra il 1960-61 e il 1964-65 e tre tra il 1966-67 e il 1968-69 e riuscì a vincere anche una Coppa dei Campioni, battendo in finale gli jugoslavi del Partizan. Il campionato comunque, rimase sotto il segno dei club della capitale; infatti sia nel 1965-1966 che nel 1969-1970 gli unici campionati non vinti dalle merengues vennero vinti dall'Atlético Madrid.
Da ricordare anche il primo successo del calcio spagnolo a livello di nazionale; infatti la Spagna riuscì a vincere il campionato d'Europa 1964 giocato in casa.

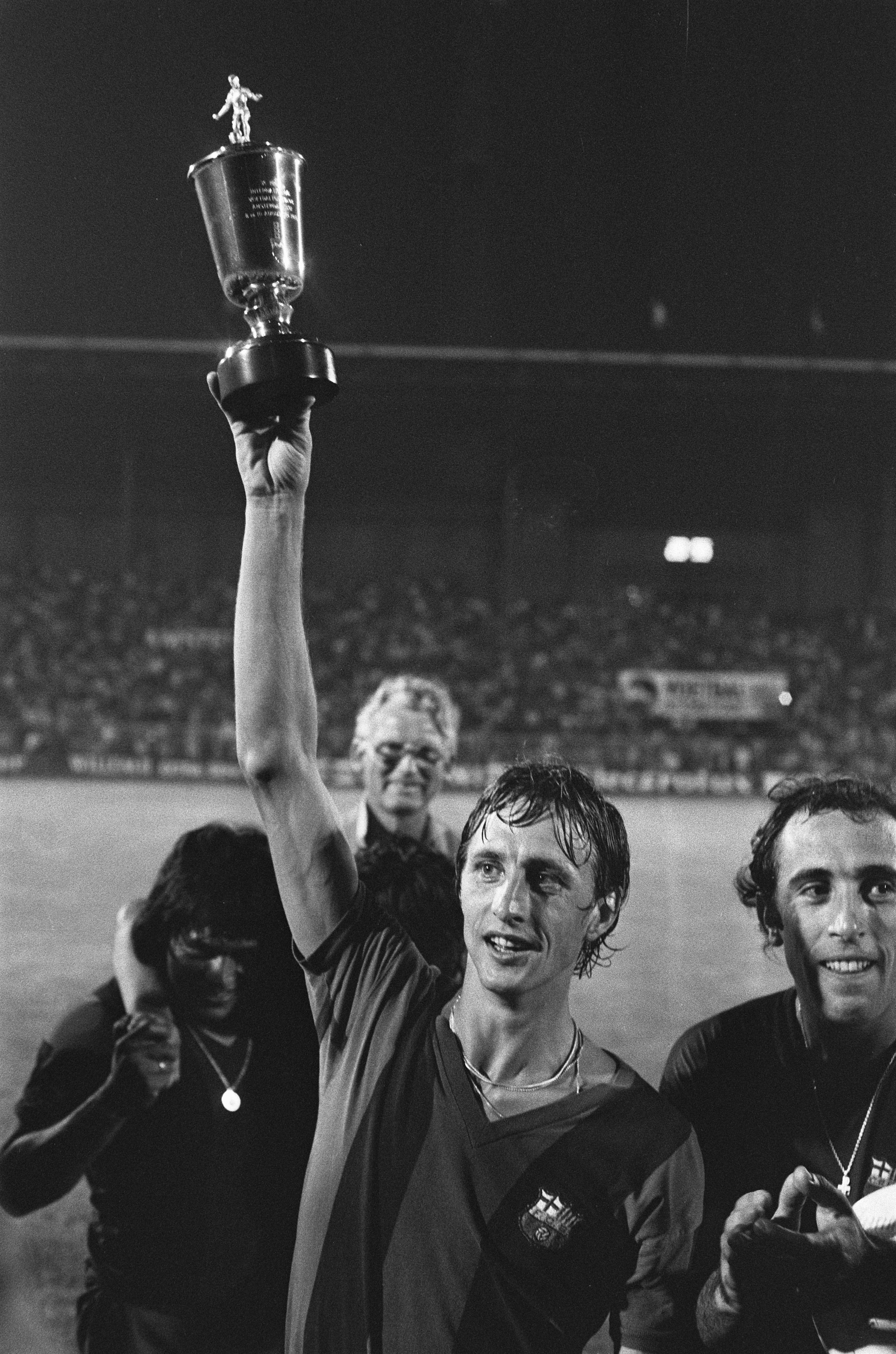
Johan Cruijff è stato un giocatore del Barcellona negli anni 1970 e poi ne è divenuto allenatore sul finire degli anni 1980.

Durante gli anni settanta la lotta al vertice vide come protagonisti i due club della capitale, Real e Atlético, e il Barcellona.
Il decennio si aprì con il 4º titolo del Valencia e, successivamente, registrò i successi dei club più blasonati; il Real Madrid nel 1971-1972 (campionato che vide l'allargamento da 16 a 18 squadre), l'Atlético Madrid nel 1972-1973 e il Barcellona nel 1973-1974 con l'innesto dell'olandese Johan Cruijff (nello stesso anno l'Atlético Madrid perse la finale di Coppa dei Campioni contro il Bayern Monaco).
Dal 1974-1975 al 1979-1980 la Liga registrò i successi del Real Madrid, con l'eccezione del torneo 1976-1977, che vide il successo dell'Atlético Madrid e il nono posto delle merengues.

### Anni 1980
Nei primi anni ottanta vennero alla ribalta i due principali club dei Paesi Baschi: la Real Sociedad e l'Athletic Bilbao. Nel 1980-1981 il duello tra Real Sociedad e Real Madrid si concluse con la vittoria del club basco per via degli scontri diretti, bissata l'anno dopo ai danni del Barcellona (questa volta con due punti di vantaggio).
Dopo il Mondiale casalingo della Spagna, le squadre basche continuarono a dominare il campionato; dopo i due titoli consecutivi del club di San Sebastián, le edizioni 1982-1983 e 1983-1984 vennero vinte dall'Athletic Bilbao, entrambe le volte avendo la meglio sul Real Madrid. Il primo lo ottenne il 1º maggio 1983, concludendo la stagione con un solo punto di vantaggio, il secondo lo ottenne il 29 aprile 1984 per una miglior differenza reti (+23 contro i +22 dei blancos).
La stagione 1984-1985 vide l'unico successo del Barcellona, con Terry Venables in panchina, prima del ritorno madridista come protagonista assoluto nel lustro successivo. Dopo il dominio basco tornò infatti alla ribalta il Real Madrid, che vinse cinque titoli consecutivi tra il 1985 e il 1990.

Emilio Butragueño ha rappresentato il leader della cosiddetta quinta del Buitre madridista che ha collezionato numerosi successi negli anni 1980.

La stagione 1985-1986 vide come protagonista assoluto il Real, che oltre a vincere il suo 21º campionato con 11 punti di vantaggio sul Barcellona, riuscì a bissare il successo in Coppa UEFA, dopo aver vinto l'edizione 1984-1985. Il 1986-1987 vide l'introduzione dei play-off e dei play-out; dopo la stagione regolare le 18 squadre venivano divise in tre zone; la zona play-off per il titolo, che comprendeva le prime 6 classificate, la zona media, che comprendeva le squadre classificate dal 7º al 12º posto, e la zona play-out, che comprendeva le ultime 6 squadre. Nonostante questo rinnovamento della rosa il Real Madrid riuscì a rivincere il campionato e, soprattutto, non cambiò nulla rispetto alla classifica della stagione regolare.
Dalla stagione 1987-1988 la Liga passò da 18 a 20 clubs; vennero aboliti i play-off ma rimase il play-out tra la diciassettesima e la diciottesima classificata (sarà abolito dal 1999-2000).
Le merengues riusciranno a confermarsi campioni di Spagna fino alla stagione 1989-1990, guidati in campo dal messicano Hugo Sánchez e dagli spagnoli Emilio Butragueño, Manolo Sanchís, Rafael Martín Vázquez, Míchel e Miguel Pardeza, che costituivano la cosiddetta quinta del Buitre.

### Anni 1990

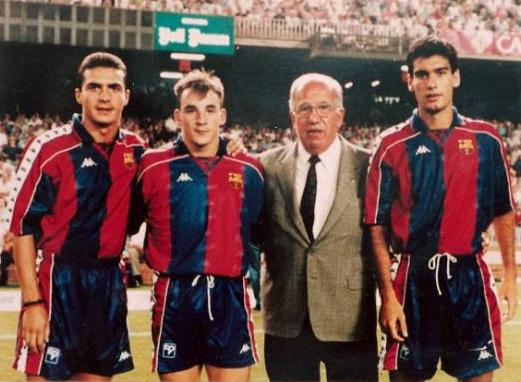
Guillermo Amor, Albert Ferrer, e Josep Guardiola (da sinistra a destra) sono stati tre protagonisti del Dream Team blaugrana di inizio anni 1990. Guardiola sarà poi allenatore del club tra il 2008 e il 2012.

Con l'inizio degli anni novanta iniziò il ciclo di vittorie del Barcellona di Johan Cruijff. Con l'innesto in squadra di alcuni assi stranieri quali Gheorghe Hagi, Ronald Koeman, Michael Laudrup, Hristo Stoičkov e Romário, affiancati da calciatori catalani provenienti dalla cantera, quali Guardiola, Amor e Ferrer, e baschi quali Bakero, Begiristain e Goikoetxea, il Barça conquistò quattro titoli consecutivi, anche se in maniera diversa l'uno dall'altro; infatti, mentre il titolo 1990-1991 venne vinto con 10 punti di distacco dalla seconda classificata, i due successivi (1991-1992 e 1992-1993) vennero vinti all'ultimo turno di campionato, anche grazie alle sconfitte inaspettate del Real Madrid contro il Tenerife (per 3-2 e per 2-0). L'ultimo, nel 1993-1994 venne vinto grazie ad una migliore differenza reti nei confronti della seconda classificata, il Deportivo La Coruña, visto l'arrivo a pari punti in classifica (56, ma con una differenza reti di +13 rispetto ai galiziani).
Oltre a dominare in campo nazionale, il Barcellona riuscì a conquistare la prima Coppa dei Campioni della sua storia, battendo il 20 maggio 1992 a Wembley la Sampdoria per 1-0. Ritornò in finale due anni dopo ad Atene contro il Milan e, sebbene alla vigilia fosse dato per favorito, venne sconfitto con un netto 4-0 dai rossoneri.
Il ciclo blaugrana, dopo quella pesante sconfitta, si chiuse, per dare spazio al ritorno, prima in Spagna e poi in Europa, dell'avversario storico, il Real Madrid.
L'edizione 1994-1995 della Liga fu dominata dal Real Madrid, guidato in panchina da un suo ex-calciatore, Jorge Valdano e in campo dall'attaccante cileno Iván Zamorano e dal diciassettenne Raúl, proveniente dal settore giovanile. A fine stagione le merengues conquistarono il 26º titolo della loro storia, dopo cinque anni di digiuno. Durante l'estate ci fu l'allargamento del torneo da 20 a 22 squadre; il 31 luglio 1995 la Federazione spagnola escluse, per problemi finanziari, due club, Siviglia e Oviedo, ripescando l'Albacete e il Valladolid, retrocesse sul campo.
A pochi giorni dall'inizio del torneo, le due escluse vennero riammesse e, di conseguenza, aumentò il numero delle squadre partecipanti.
Il torneo, il primo con l'assegnazione dei 3 punti per la vittoria, vide il successo dell'Atletico Madrid, che si aggiudicò il 9º campionato della sua storia, dopo un digiuno di diciannove anni, avendo la meglio sul Valencia e sul Barcellona. Il Real Madrid, settimo a fine stagione, venne escluso, dopo quasi vent'anni e per la seconda volta nella sua storia, dalle coppe europee.

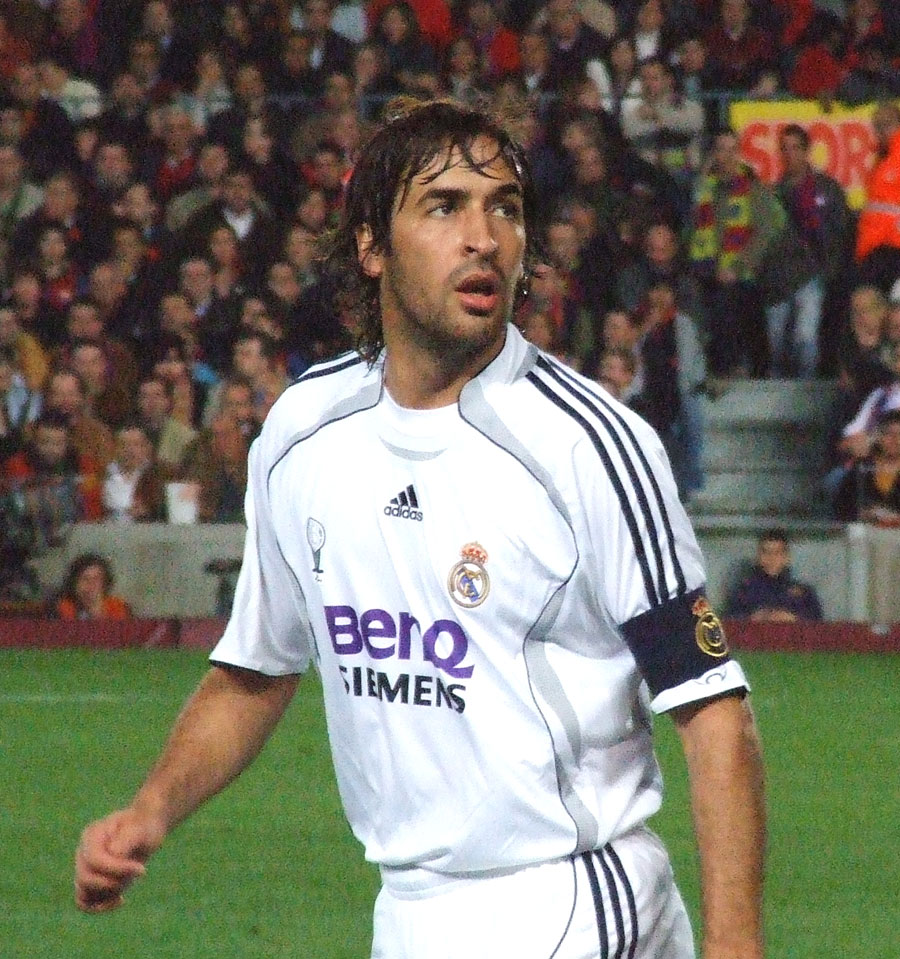
Raúl ha esordito con la maglia del Real Madrid a metà degli anni 1990, divenendone in seguito un simbolo assoluto.

La stagione successiva vide il ritorno del duello tra blancos e blaugrana; i primi si erano rafforzati con l'arrivo in panchina dell'allenatore italiano Fabio Capello e con gli acquisti Roberto Carlos, Davor Šuker e Predrag Mijatović, mentre i catalani si rafforzarono con il ventenne centravanti brasiliano Ronaldo, capocannoniere a fine stagione con 34 reti. La corsa al il titolo si risolse il 14 giugno 1997, con un turno d'anticipo, quando il Real Madrid, sconfiggendo in casa i rivali dell'Atlético Madrid nel derby per 3-1, conquistò il 27º titolo di campione di Spagna. Il Barcellona comunque si consolò con la vittoria della Coppa delle Coppe 1996-1997 e della Coppa del Re.
In zona retrocessione, scesero le ultime 5 classificate, in modo che si tornasse al classico formato da 20 squadre, a partire dalla stagione successiva.
L'anno 1997-1998 vide ancora protagonisti Barcellona e Real Madrid; i catalani avevano ceduto Ronaldo all'Inter, sostituendolo con il connazionale Rivaldo, mentre tra i madridisti Fabio Capello, dopo il trionfo, decise di tornare in Italia ad allenare il Milan. La stagione si decise il 25 aprile 1998, con tre turni d'anticipo, quando il Barcellona, pareggiando 1-1 nel derby contro l'Espanyol, si aggiudicò il campionato dopo quattro anni (successo bissato l'anno dopo). Se il Barcellona dominò la stagione in ambito nazionale, il Real Madrid fu protagonista a livello europeo; il 20 maggio 1998, battendo ad Amsterdam la Juventus per 1-0, le merengues conquistarono, dopo ben 32 anni, la loro settima Champions League.
Dopo anni in cui la lotta al titolo vedeva come protagonista l'asse Madrid-Barcellona, ci fu una squadra che riuscì ad interrompere questo duopolio; infatti il campionato 1999-2000 venne vinto dal Deportivo La Coruña, che ebbe la meglio sul Barcellona, lo stesso avversario con cui aveva perso il titolo sei anni prima a causa di una peggior differenza reti.
In Europa, ancora successo in Coppa dei Campioni del Real Madrid, che sconfisse in finale il 24 maggio 2000 il Valencia, allenato all'epoca da Cuper, con un netto 3-0, in quella che verrà ricordata come la prima finale della competizione con due squadre dello stesso paese.

### Anni 2000
Nell'estate 2000 la presidenza madridista passò da Lorenzo Sanz a Florentino Pérez, che inaugurò l'era dei primi galácticos ("galattici"), acquistando, ogni anno, un campione di fama internazionale. Sotto la guida tecnica di Vicente del Bosque, ex tecnico delle giovanili chiamato in prima squadra nel novembre 1999 con un ruolo ad interim, e successivamente confermato visti i risultati ottenuti soprattutto a livello internazionale, il primo colpo di Pérez fu l'acquisto del centrocampista portoghese Luís Figo dal Barcellona, trasferimento che rese il calciatore inviso ai tifosi catalani, tanto che durante il primo "derby di Spagna", il 18 novembre 2000, dagli spalti del Camp Nou fu lanciata una testa di maiale che cadde sul terreno di gioco, non molto distante dal giocatore.
Nonostante un inizio non molto positivo (sconfitte in Supercoppa europea contro il Galatasaray e in Coppa intercontinentale contro il Boca Juniors ed eliminazione prematura in Coppa del Re) i madridisti riuscirono ad aggiudicarsi, dopo quattro anni, il campionato con sette punti di vantaggio sul Deportivo La Coruña.

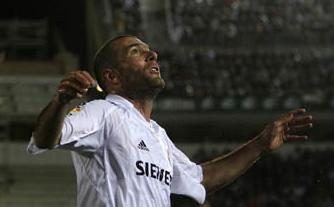
Zinédine Zidane è stato uno dei volti più noti dei cosiddetti Galácticos del Real Madrid di inizio millennio. Sarà poi allenatore del club tra il 2016 e il 2018.

L'estate 2001 registrò il secondo colpo galáctico con l'acquisto di Zinédine Zidane dalla Juventus per 75 milioni di euro, tuttavia la stagione 2001-2002 segnò anche l'inizio del mini ciclo del Valencia, allenato da un giovanissimo e semisconosciuto Rafa Benítez. Furono, infatti, i valenciani a portare a casa il titolo di campione di Spagna 2001-2002, il primo dopo ben 31 anni, mentre il Real Madrid, nell'anno del centenario, riuscì a vincere la UEFA Champions League, la nona della propria storia e la terza negli ultimi cinque anni (risultato che in ambito internazionale non veniva centrato dallo stesso Real di Alfredo Di Stéfano e Ferenc Puskás). Risale a questa stagione la doppia sfida di semifinale di Champions League tra i madridisti e il Barcellona, dopo i due precedenti delle edizioni 1959-1960 e 1960-1961: i blancos vinsero per 2-0 in trasferta nella gara d'andata e pareggiarono in casa per 1-1 in quella di ritorno, superando il turno.
Il terzo colpo dell'era Pérez fu il brasiliano Ronaldo, proveniente dall'Inter, dopo la vittoria da protagonista nel campionato del mondo del 2002; ad inizio stagione arrivarono i successi in Supercoppa europea e in Coppa Intercontinentale mentre in campionato la lotta per il titolo vide come protagonisti il solito Real Madrid e i baschi della Real Sociedad. Dopo essere stati in testa per quasi tutta la stagione, i biancoblù vennero superati in classifica alla penultima giornata, il 15 giugno 2003, consentendo alle merengues di aggiudicarsi, la domenica successiva, il campionato per la 29ª volta.
Anche l'estate del 2003 vide l'arrivo a Madrid di un altro giocatore di prestigio internazionale, l'inglese David Beckham, proveniente dal Manchester United. Dopo la vittoria del campionato, l'allenatore del Bosque non venne confermato dalla società, venendo sostituito dal portoghese Carlos Queiroz e la lotta al titolo fu contesa, come due anni prima, tra Real Madrid e Valencia. Così come accadde nel 2002, furono gli uomini di Benítez a vincere la Liga, la sesta della loro storia, riuscendo anche a vincere la Coppa UEFA dopo aver perso due finali consecutive in Coppa dei Campioni nel 2000 e nel 2001.
Dopo la doppietta Liga-Coppa UEFA Benítez si trasferì in Inghilterra per allenare il Liverpool, mentre a Madrid, dopo un finale di stagione deludente sia in ambito nazionale che in ambito internazionale, Jorge Valdano annunciò le dimissioni dalla carica di direttore generale e responsabile dell'area tecnica del club.

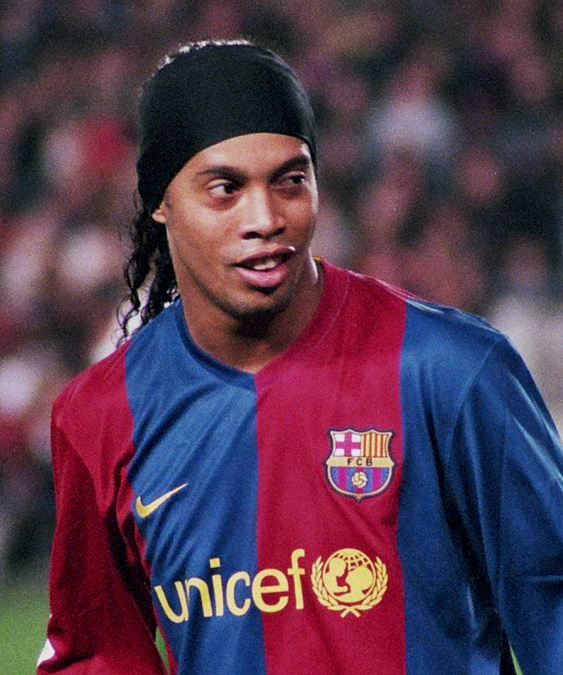
Ronaldinho ha rappresentato uno dei punti di riferimento più importanti per il Barcellona di metà anni 2000.

Dopo un periodo di risultati negativi e cambi di presidenza, tornò alla ribalta il Barcellona. Dopo un buon secondo posto nel torneo 2003-2004, ottenuto soprattutto grazie ad un proficuo girone di ritorno, i blaugrana tornarono protagonisti nella lotta per il titolo; sotto la presidenza di Joan Laporta, allenati dall'olandese Frank Rijkaard e guidati in campo dall'asso brasiliano Ronaldinho e dal centravanti camerunese Samuel Eto'o, i catalani tornarono alla vittoria in campionato dopo sei anni, vincendo con due giornate d'anticipo, il 14 maggio 2005, il 17º titolo di campione di Spagna della loro storia. L'ingaggio di nuovi campioni venne facilitato dalla nuova normativa fiscale approvata nel 2005, soprannominata "Legge Beckham", che consentiva ai club spagnoli una tassazione agevolata sugli ingaggi delle stelle straniere.
Il successo venne bissato l'anno dopo e, a completare il trionfo, giunse anche la vittoria in Coppa dei Campioni 2005-2006 battendo in finale l'Arsenal per 2-1. È da sottolineare il double spagnolo nelle competizioni UEFA; infatti, oltre al successo in Coppa dei Campioni, arrivò anche la vittoria della Coppa UEFA 2005-2006 del Siviglia, che sconfisse in finale gli inglesi del Middlesbrough per 4-0.
La stagione 2006-2007 vide il ritorno nella lotta per il titolo del Real Madrid, dopo un periodo di crisi interne che vide il cambio di tre presidenti solo nel 2006 e quattro tecnici tra il 2004 e il 2006. Dopo nove anni tornò sulla panchina dei madrileni Fabio Capello e arrivarono l'italiano Fabio Cannavaro (campione del mondo 2006), il brasiliano Emerson, entrambi dalla Juventus, e l'olandese Ruud van Nistelrooij dal Manchester United. Dopo un girone d'andata negativo, concluso al quinto posto, cominciò la rincorsa del club della capitale e, a 90 minuti dalla fine del campionato, il titolo di campione di Spagna 2006-2007 era conteso tra Real Madrid, Barcellona (prime a pari punti ma con i blancos favoriti per migliore differenza reti) e, con qualche possibilità in meno, Sevilla, in un'annata in cui agli andalusi riuscì di bissare il successo in Coppa UEFA battendo in finale un'altra spagnola, l'Espanyol e di vincere la Supercoppa europea, battendo per 3-0 il Barcellona e la Coppa del Re. Il 17 giugno 2007, al termine del primo tempo, il Barcellona aveva in mano il titolo, in quanto vinceva per 3-0 in casa del Gimnàstic, mentre il Real Madrid perdeva in casa per 0-1 contro il Maiorca. Nel secondo tempo la situazione si capovolse; grazie a José Antonio Reyes (doppietta) e Mahamadou Diarra i blancos ribaltarono il risultato vincendo per 3-1. Nelle altre due sfide il Barcellona vinse per 4-0, mentre il Siviglia sconfisse per 3-1 in casa il Villarreal, inutilmente, perché il Real Madrid, dopo quattro anni senza vittorie, riuscì a ottenere il 30º titolo.
Nonostante la vittoria Capello non venne confermato e sostituito dal tedesco Bernd Schuster, ex calciatore dei blancos tra il 1988 e il 1990. Con il nuovo tecnico il Real Madrid riuscì a bissare il successo dell'anno prima con due giornate d'anticipo, vincendo a Pamplona contro l'Osasuna per 2-1, in un'annata, quella 2007-2008, che si concluse con il successo della Spagna al campionato europeo di calcio.

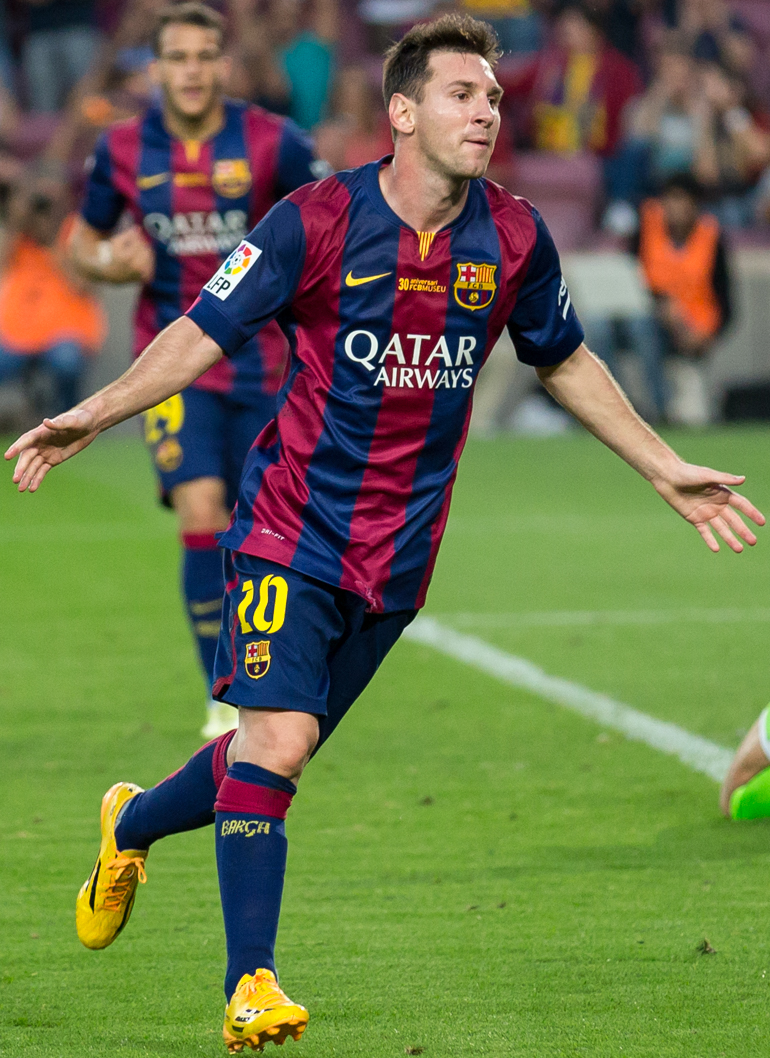
Lionel Messi, stella del Barcellona, è il miglior marcatore e assist man nella storia del campionato spagnolo.

Nella stagione 2008-2009 il Barcellona, che si era affidato al debuttante Pep Guardiola in panchina, tornò ad imporsi. La squadra, sospinta dal talento di Xavi, Andrés Iniesta, Lionel Messi tra gli altri, si aggiudicò nuovamente, dopo due anni, la UEFA Champions League e anche la Coppa del Re, centrando il cosiddetto treble; la formazione catalana vinse anche il Clásico per 6-2 a Madrid. Per il Barcellona fu il 19º titolo.
La stagione 2009-2010 fu di nuovo un duello tra Barcellona e Real Madrid, nel frattempo presieduto nuovamente da Florentino Pérez, il quale diede il via alla seconda era dei galácticos portando a Madrid stelle del calibro di Cristiano Ronaldo, Kaká e Karim Benzema. I blaugrana e le merengues conclusero il campionato entrambe con un punteggio record, rispettivamente 99 e 96 punti, con entrambe le formazioni vincitrici in 31 partite su 38. Il Barça vinse entrambi i confronti diretti (1-0 a Barcellona e 2-0 a Madrid) confermandosi campione di Spagna oltre a vincere Supercoppa Spagnola, Supercoppa Europea e Mondiale per Club, diventando il primo club a vincere tutte le competizioni ufficiali disputate nell'anno solare. Per la squadra blaugrana fu il 20º titolo, in una stagione che si concluse con la vittoria della Spagna al Campionato mondiale di calcio 2010 in Sudafrica battendo in finale i Paesi Bassi 1-0 dopo i tempi supplementari l'11 luglio 2010 a Johannesburg, prima vittoria della nazionale spagnola in un mondiale, nonché il primo successo di una nazionale europea fuori dal proprio continente dopo 80 anni di attesa, dalla prima edizione del 1930.

### Anni 2010

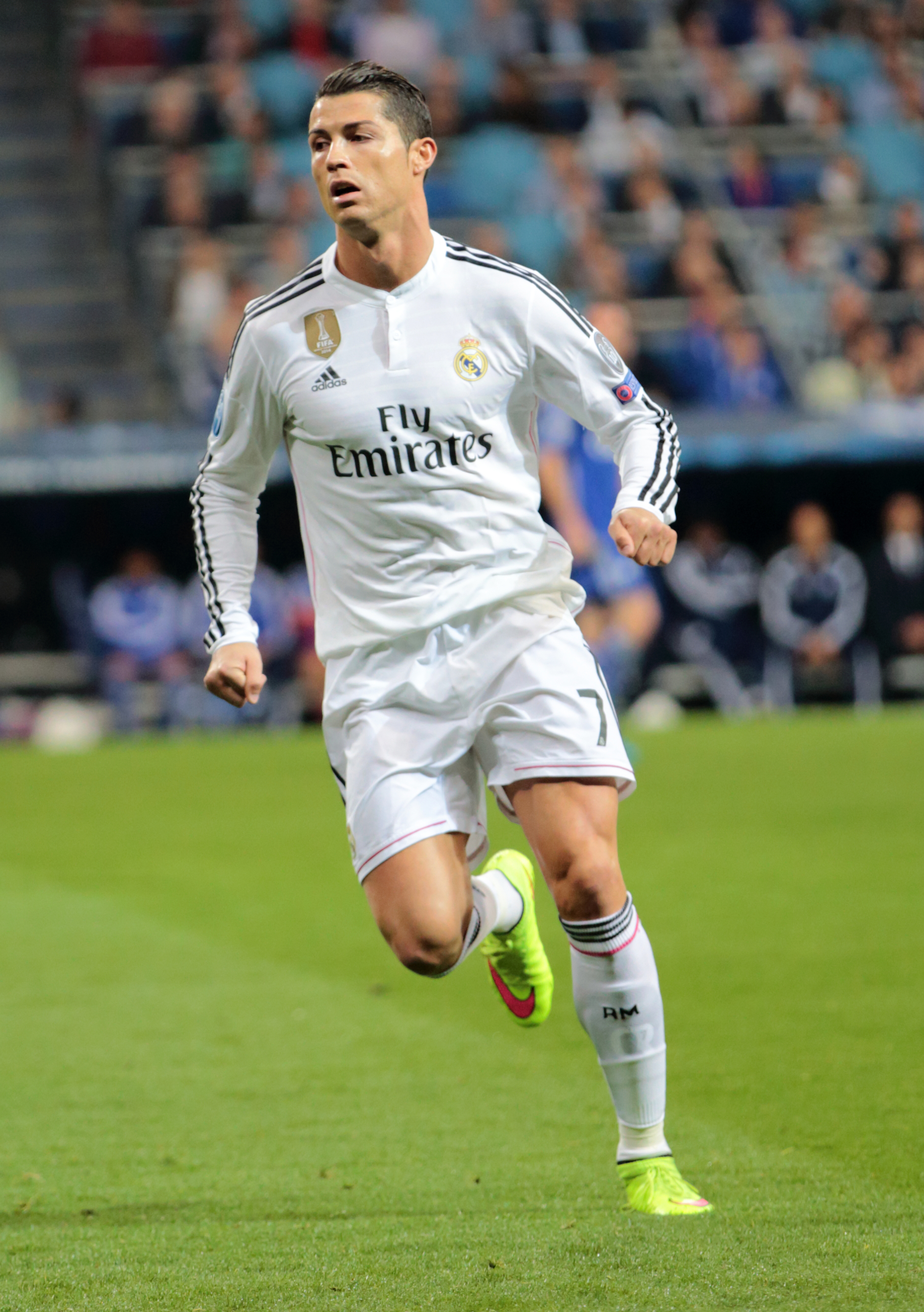
Cristiano Ronaldo è stato il primo giocatore a segnare a tutti i club incontrati in una singola stagione del campionato spagnolo.

Nel 2010-2011 proseguì il dominio del Barcellona, in una stagione che vide la disputa di ben sette incontri diretti con il Real Madrid. In campionato le due grandi chiusero rispettivamente con 96 e 92 punti, con la storica manita (5-0) dei blaugrana al Camp Nou (dopo 16 anni dall'ultima volta) e pareggio per 1-1 al ritorno al Bernabéu; in Coppa del Re le due squadre si affrontarono in finale a Valencia ed il Real riuscì a superare i rivali per 1-0 dopo i supplementari con rete di Cristiano Ronaldo, vincendo il trofeo dopo 18 anni; in Champions League le due squadre si affrontarono in semifinale, ed a prevalere fu il Barça, tra le polemiche. I blaugrana vinsero 2-0 a Madrid la gara di andata (dopo che il Real era rimasto in dieci per l'espulsione di Pepe) e pareggiarono 1-1 al ritorno in casa (con nuove polemiche per l'annullamento di un gol al Real sullo 0-0). Il Barcellona vinse poi il trofeo per la quarta volta battendo in finale, come due anni prima, il Manchester United per 3-1 a Londra. Cristiano Ronaldo e Lionel Messi chiusero entrambi con 53 reti stagionali. L'ultimo scontro tra le due grandi di Spagna si ebbe in Supercoppa, dove vinsero ancora i catalani.
Nella stagione successiva tornò alla ribalta il Real Madrid, che condusse un grandissimo campionato d'andata, nonostante la sconfitta con i rivali del Barça al Bernabéu. Si arrivò ad un vantaggio di 10 punti che all'improvviso venne quasi dilapidato dai galacticos che si andarono a giocare la Liga al Camp Nou con tutti gli sfavori del pronostico. Ma Sami Khedira e Cristiano Ronaldo domarono il Barcellona ed il Real vinse per 2-1 mettendo in cassaforte la Liga. Il titolo venne ufficialmente consegnato tra le mani del club di Florentino Pérez il 2 maggio 2012 dopo la vittoria ai danni dell'Athletic Bilbao. Il Real con 7 punti di vantaggio a 2 giornate dalla fine si laureò campione di Spagna e concluse la stagione in Liga con ben 121 reti segnate, record della competizione. Nella stagione 2012-2013 il Barcellona tornò a primeggiare, vincendo il 22º della sua storia e si laureò campione di Spagna, concludendo il campionato a quota 100 punti, la più alta di sempre insieme a quella del Real Madrid l'anno precedente.
L'egemonia delle due grandi di Spagna si interruppe l'anno dopo, con la decima vittoria in Liga dell'Atlético Madrid di Diego Simeone; il Real Madrid trionfò invece in Europa, conquistando la sua decima Champions League proprio ai danni dell'Atlético. L'anno successivo il Barcellona tornò a vincere non solo il campionato, ma anche la Champions League e la Coppa del Re, centrando così un secondo treble a distanza di pochi anni dal precedente, prima squadra spagnola a riuscirvi. L'annata del trio Messi-Suárez-Neymar (MSN) fu prodigiosa: i tre realizzarono in totale 122 gol stagionali, più dei 118 realizzati dal Real Madrid nel 2011-2012.
Nel 2015-2016 proseguì il dominio del Barcellona, che si aggiudicò ancora il titolo con un punto di vantaggio sul Real Madrid, in un torneo che si risolse solo all'ultima giornata. I catalani misero le mani anche sulla Coppa del Re, centrando il double e il quarto titolo in sei anni.
Nella stagione 2016-2017 il titolo andò, invece, al Real Madrid allenato da Zinédine Zidane, che abbinò alla vittoria in campionato il successo in UEFA Champions League, vinta per il secondo anno di fila. Nella stagione 2017-2018 il Barcellona si aggiudicò di nuovo il titolo di campione di Spagna (25° alloro) a scapito, questa volta, dell'Atlético Madrid, arrivato secondo. Per i catalani, vincitori anche della Coppa del Re, fu l'ottavo double. Nel 2018-2019 il Barcellona si aggiudicò nuovamente il campionato, centrando l'ottavo titolo di campione di Spagna in undici anni. Nella stagione 2019-2020, dopo un duello durato fino alla sospensione temporanea della stagione imposta dalla pandemia di COVID-19, il Real Madrid di Zidane riuscì a guadagnare un cospicuo vantaggio in classifica sul Barcellona e riesce a interrompere la striscia di successi dei catalani, tornando a vincere il titolo dopo tre anni. Nel 2020-2021, dopo sette anni, tornò a trionfare l'Atlético Madrid, prima del ritorno al successo di Real Madrid, Barcellona, nuovamente Real Madrid e ancora Barcellona.

## Squadre
Sono 63 le squadre che hanno preso parte alle 95 edizioni del campionato di massima serie spagnola di Primera División dal 1928-1929 al 2025-2026 (in grassetto). Solo 3 di queste sono riuscite ad essere sempre presenti e a non retrocedere mai in Segunda División e precisamente l'Athletic Club, il Barcellona e il Real Madrid.
- 95 volte:  Athletic Bilbao,  Barcellona,  Real Madrid
- 91 volte:  Valencia
- 89 volte:  Atlético Madrid,  Espanyol
- 83 volte:  Siviglia
- 79 volte:  Real Sociedad
- 60 volte:  Betis,  Celta Vigo
- 58 volte:  Real Saragozza
- 47 volte:  Real Valladolid
- 46 volte:  Deportivo La Coruña
- 44 volte:  Osasuna,  Racing Santander
- 42 volte:  Sporting Gijón
- 39 volte:  Real Oviedo
- 37 volte:  Malaga[5]
- 36 volte:  Las Palmas
- 33 volte:  Maiorca
- 27 volte:  Granada
- 26 volte:  Villarreal
- 25 volte:  Elche
- 23 volte:  Rayo Vallecano
- 21 volte:  Getafe
- 20 volte:  Alavés,  Hércules
- 18 volte:  Real Murcia
- 17 volte:  Levante
- 16 volte:  Cadice
- 14 volte:  Sabadell
- 13 volte:  Tenerife
- 12 volte:  Salamanca UDS
- 11 volte:  Castellón
- 10 volte:  Almería[6]
- 9 volte:  Córdoba,  CD Logroñés
- 7 volte:  Albacete,  Arenas Getxo,  Eibar
- 6 volte:  Burgos,  Girona,  Pontevedra
- 5 volte:  Leganés,  Recreativo Huelva
- 4 volte:  Alcoyano,  Compostela,  Gimnàstic,  Numancia,  Real Unión
- 3 volte:  CE Europa,  Real Jaén,  Real Burgos
- 2 volte:  Extremadura,  Huesca,  UE Lleida,  Mérida
- 1 volta:  Condal,  Leonesa,  Moghreb Tétouan,  Xerez

## Albo d'oro
- 1929:  Barcellona (1º)
- 1929-1930:  Athletic Bilbao (1º)
- 1930-1931:  Athletic Bilbao (2º)
- 1931-1932:  Real Madrid (1º)
- 1932-1933:  Real Madrid (2º)
- 1933-1934:  Athletic Bilbao (3º)
- 1934-1935:  Betis (1º)
- 1935-1936:  Athletic Bilbao (4º)
- 1936-1939 Non disputato
- 1939-1940:  Atlético Aviación (1º)
- 1940-1941:  Atlético Aviación (2º)
- 1941-1942:  Valencia (1º)
- 1942-1943:  Athletic Bilbao (5º)
- 1943-1944:  Valencia (2º)
- 1944-1945:  Barcellona (2º)
- 1945-1946:  Siviglia (1º)
- 1946-1947:  Valencia (3º)
- 1947-1948:  Barcellona (3º)
- 1948-1949:  Barcellona (4º)
- 1949-1950:  Atlético Madrid (3º)
- 1950-1951:  Atlético Madrid (4º)
- 1951-1952:  Barcellona (5º)
- 1952-1953:  Barcellona (6º)
- 1953-1954:  Real Madrid (3º)
- 1954-1955:  Real Madrid (4º)
- 1955-1956:  Athletic Bilbao (6º)
- 1956-1957:  Real Madrid (5º)
- 1957-1958:  Real Madrid (6º)
- 1958-1959:  Barcellona (7º)
- 1959-1960:  Barcellona (8º)
- 1960-1961:  Real Madrid (7º)
- 1961-1962:  Real Madrid (8º)
- 1962-1963:  Real Madrid (9º)
- 1963-1964:  Real Madrid (10º)
- 1964-1965:  Real Madrid (11º)
- 1965-1966:  Atlético Madrid (5º)
- 1966-1967:  Real Madrid (12º)
- 1967-1968:  Real Madrid (13º)
- 1968-1969:  Real Madrid (14º)
- 1969-1970:  Atlético Madrid (6º)
- 1970-1971:  Valencia (4º)
- 1971-1972:  Real Madrid (15º)
- 1972-1973:  Atlético Madrid (7º)
- 1973-1974:  Barcellona (9º)
- 1974-1975:  Real Madrid (16º)
- 1975-1976:  Real Madrid (17º)
- 1976-1977:  Atlético Madrid (8º)
- 1977-1978:  Real Madrid (18º)
- 1978-1979:  Real Madrid (19º)
- 1979-1980:  Real Madrid (20º)
- 1980-1981:  Real Sociedad (1º)
- 1981-1982:  Real Sociedad (2º)
- 1982-1983:  Athletic Bilbao (7º)
- 1983-1984:  Athletic Bilbao (8º)
- 1984-1985:  Barcellona (10º)
- 1985-1986:  Real Madrid (21º)
- 1986-1987:  Real Madrid (22º)
- 1987-1988:  Real Madrid (23º)
- 1988-1989:  Real Madrid (24º)
- 1989-1990:  Real Madrid (25º)
- 1990-1991:  Barcellona (11º)
- 1991-1992:  Barcellona (12º)
- 1992-1993:  Barcellona (13º)
- 1993-1994:  Barcellona (14º)
- 1994-1995:  Real Madrid (26º)
- 1995-1996:  Atlético Madrid (9º)
- 1996-1997:  Real Madrid (27º)
- 1997-1998:  Barcellona (15º)
- 1998-1999:  Barcellona (16º)
- 1999-2000:  Deportivo La Coruña (1º)
- 2000-2001:  Real Madrid (28º)
- 2001-2002:  Valencia (5º)
- 2002-2003:  Real Madrid (29º)
- 2003-2004:  Valencia (6º)
- 2004-2005:  Barcellona (17º)
- 2005-2006:  Barcellona (18º)
- 2006-2007:  Real Madrid (30º)
- 2007-2008:  Real Madrid (31º)
- 2008-2009:  Barcellona (19º)
- 2009-2010:  Barcellona (20º)
- 2010-2011:  Barcellona (21º)
- 2011-2012:  Real Madrid (32º)
- 2012-2013:  Barcellona (22º)
- 2013-2014:  Atlético Madrid (10º)
- 2014-2015:  Barcellona (23º)
- 2015-2016:  Barcellona (24º)
- 2016-2017:  Real Madrid (33º)
- 2017-2018:  Barcellona (25º)
- 2018-2019:  Barcellona (26º)
- 2019-2020:  Real Madrid (34º)
- 2020-2021:  Atlético Madrid (11º)
- 2021-2022:  Real Madrid (35º)
- 2022-2023:  Barcellona (27º)
- 2023-2024:  Real Madrid (36º)
- 2024-2025:  Barcellona (28º)

## Statistiche

### Vittorie per squadra
| Squadra             | Titoli | Stagioni |
| ------------------- | ------ | --- |
| Real Madrid         | 36     | 1931-1932, 1932-1933, 1953-1954, 1954-1955, 1956-1957, 1957-1958, 1960-1961, 1961-1962, 1962-1963, 1963-1964, 1964-1965, 1966-1967, 1967-1968, 1968-1969, 1971-1972, 1974-1975, 1975-1976, 1977-1978, 1978-1979, 1979-1980, 1985-1986, 1986-1987, 1987-1988, 1988-1989, 1989-1990, 1994-1995, 1996-1997, 2000-2001, 2002-2003, 2006-2007, 2007-2008, 2011-2012, 2016-2017, 2019-2020, 2021-2022, 2023-2024 |
| Barcellona          | 28     | 1929, 1944-1945, 1947-1948, 1948-1949, 1951-1952, 1952-1953, 1958-1959, 1959-1960, 1973-1974, 1984-1985, 1990-1991, 1991-1992, 1992-1993, 1993-1994, 1997-1998, 1998-1999, 2004-2005, 2005-2006, 2008-2009, 2009-2010, 2010-2011, 2012-2013, 2014-2015, 2015-2016, 2017-2018, 2018-2019, 2022-2023, 2024-2025                                                                                              |
| Atlético Madrid     | 11     | 1939-1940, 1940-1941, 1949-1950, 1950-1951, 1965-1966, 1969-1970, 1972-1973, 1976-1977, 1995-1996, 2013-2014, 2020-2021 |
| Athletic Bilbao     | 8      | 1929-1930, 1930-1931, 1933-1934, 1935-1936, 1942-1943, 1955-1956, 1982-1983, 1983-1984 |
| Valencia            | 6      | 1941-1942, 1943-1944, 1946-1947, 1970-1971, 2001-2002, 2003-2004 |
| Real Sociedad       | 2      | 1980-1981, 1981-1982 |
| Betis               | 1      | 1934-1935 |
| Siviglia            | 1      | 1945-1946 |
| Deportivo La Coruña | 1      | 1999-2000 |

### Piazzamenti per squadra
Di seguito i migliori piazzamenti delle squadre che hanno preso parte ai 93 campionati dal torneo 1928-29 al 2023-24.
|                     | Primera División |          |          |         |        |
| Squadra             | 1º posto         | 2º posto | 3º posto | Partec. | Podi % |
| Real Madrid         | 36               | 25       | 10       | 93      | 76%    |
| Barcellona          | 28               | 27       | 14       | 93      | 74%    |
| Atlético Madrid     | 11               | 10       | 19       | 86      | 46%    |
| Athletic Bilbao     | 8                | 7        | 10       | 92      | 27%    |
| Valencia            | 6                | 6        | 10       | 88      | 26%    |
| Real Sociedad       | 2                | 3        | 2        | 76      | 10%    |
| Deportivo La Coruña | 1                | 5        | 4        | 46      | 22%    |
| Siviglia            | 1                | 4        | 3        | 79      | 10%    |
| Betis               | 1                | 0        | 2        | 57      | 5%     |
| Real Saragozza      | 0                | 1        | 4        | 57      | 9%     |
| Villarreal          | 0                | 1        | 1        | 23      | 8%     |
| Sporting Gijón      | 0                | 1        | 1        | 42      | 5%     |
| Las Palmas          | 0                | 1        | 1        | 34      | 6%     |
| Racing Santander    | 0                | 1        | 1        | 44      | 4%     |
| Espanyol            | 0                | 0        | 4        | 87      | 5%     |
| Real Oviedo         | 0                | 0        | 3        | 38      | 8%     |
| Maiorca             | 0                | 0        | 2        | 30      | 7%     |
| Arenas Getxo        | 0                | 0        | 1        | 7       | 14%    |
| Totale              | 92               | 92       | 92       |         |        |

### Piazzamenti individuali
Statistiche aggiornate al 3 maggio 2024. In grassetto i giocatori ancora in attività.
| Record                                | 1º posto                        | 2º posto                     | 3º posto                                                                           |
| Giocatore con più presenze            | Zubizarreta (622) Joaquín (622) | Raúl García (605)            | Raúl (550)                                                                         |
| Giocatore con più reti segnate        | Lionel Messi (474)              | Cristiano Ronaldo (311)      | Telmo Zarra (251)                                                                  |
| Giocatore con più assist              | Lionel Messi (193)              | Xavi Hernández (117)         | Karim Benzema (105)                                                                |
| Giocatore più volte nominato Pichichi | Lionel Messi (8)                | Telmo Zarra (6)              | Hugo Sánchez (5) Alfredo Di Stéfano (5) Quini (5)                                  |
| Giocatore con più titoli vinti        | Francisco Gento (12)            | Pirri (10) Lionel Messi (10) | Amancio (9) José Camacho (9) Santillana (9) Andrés Iniesta (9) Sergio Busquets (9) |
| Allenatore con più panchine           | Luis Aragonés (757)             | Miguel Muñoz (601)           | Javier Irureta (553)                                                               |

## Loghi

Logo utilizzato fino al 2008
Logo dal 2008 al 2016
Logo in uso dal 2023